# Norbert Mahé
Norbert Jean Mahé, né le 12 juillet 1903 à Rennes et mort le 27 août 1986, est un pilote automobile de course français, spécialiste d'épreuves d'endurance.

## Biographie

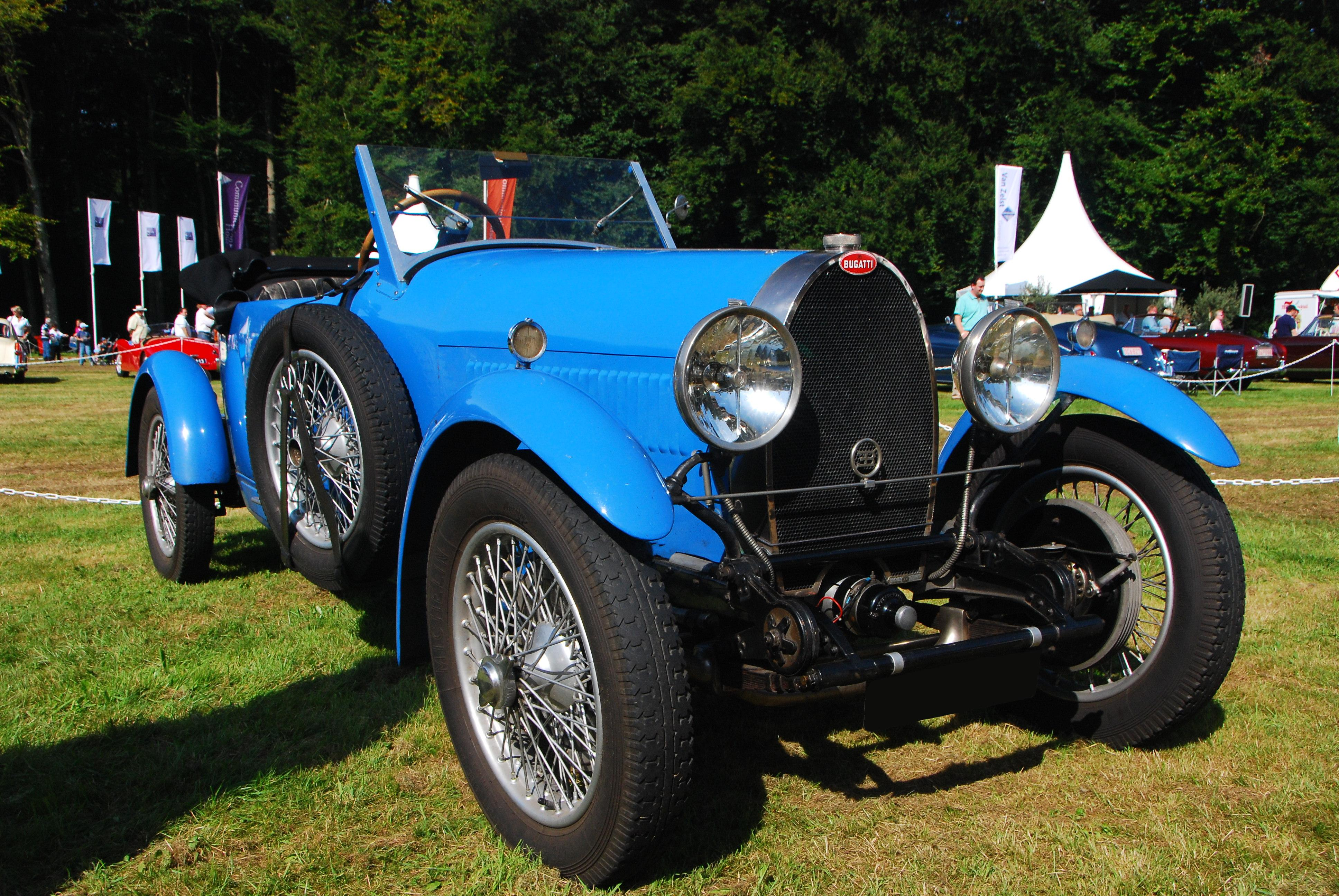
Une Bugatti Type 44.

Il remporte la onzième édition des 24 Heures de Spa en 1934 avec son compatriote Jean Desvignes sur Bugatti Type 44, et il termine aussi à deux reprises dans les dix premiers des 24 Heures du Mans, à 17 années d'écart (neuvième en 1934 sur Bugatti Type 44 avec Desvignes et encore neuvième en 1951 sur Ferrari 212 Export, avec Jacques Péron cette fois), en ayant entre-temps pu conduire une Talbot-Lago T150SS Coupé lors des deux dernières éditions mancelles avant-guerre.
En 1938, il épouse l'actrice Adrienne Trenkel et en divorce en 1943.
Sa carrière s'étale sur près d'une vingtaine d'années, avant et après la guerre, avec sept courses disputées au Mans entre 1934 et 1953.